# Campeonato Chileno de Futebol de 2014-15 - Segunda Divisão
O Campeonato Chileno de Futebol de Segunda Divisão de 2014-15 (oficialmente Campeonato Nacional Scotiabank de Primera B del Fútbol Profesional 2014-15) foi a 65ª edição do campeonato do futebol do Chile, segunda divisão, no formato "Primera B". Os 14 clubes jogam em turno (primeira fase regional, segunda fase todos os clubes em jogos de ida - "Apertura") e returno (mesmo formato - "Clausura"). O campeão - melhor colocado na tabela geral - é promovido para o Campeonato Chileno de Futebol de 2015 Apertura.O último colocado era rebaixado para a Segunda División Profesional de 2015-16, terceiro escalão chileno.

## Participantes
| Equipe                                        | Cidade        | Região                           | No ano anterior                                             | Estádio                                  | Capacidade | Títulos                      | Participações |
| --------------------------------------------- | ------------- | -------------------------------- | ----------------------------------------------------------- | ---------------------------------------- | ---------- | ---------------------------- | ------------- |
| Club de Deportes Lota Schwager                | Coronel       | Região de Bío-Bío                | Décimo Quarto Lugar                                         | Estádio Municipal Federico Schwager      | 18.500     | 2 (1969, 1986)               | 31            |
| Club de Deportes Coquimbo Unido               | Coquimbo      | Região de Coquimbo               | Vice Campeão                                                | Estádio La Pampilla                      | ---        | 2 (1962, 1977)               | 32            |
| Club Social y de Deportes Concepción          | Concepción    | Região de Bío-Bío                | Nono Lugar                                                  | Estádio Municipal de Concepción          | 35.000     | 2 (1967, 1994)               | 14            |
| Club Provincial Curicó Unido                  | Curicó        | Região de Maule                  | Sétimo Lugar                                                | Estádio La Granja                        | 8.000      | 1 (2008)                     | 25            |
| Club de Deportes Temuco                       | Temuco        | Região de Araucanía              | Décimo Primeiro Lugar                                       | Estádio Municipal Germán Becker          | 20.930     | 2 (1991, 2001)               | 14            |
| Club Deportivo San Luis                       | Quillota      | Região de Valparaíso             | Quinto Lugar                                                | Estádio Municipal Lucio Fariña Fernández | 7.500      | 3 (1955, 1958, 1980)         | 33            |
| Club Deportivo Magallanes                     | Maipú         | Região Metropolitana de Santiago | Décimo Lugar                                                | Estádio Santiago Bueras                  | 4.000      | 0 (não possui)               | 30            |
| Corporación Club de Deportes Santiago Morning | Independencia | Metropolitana de Santiago        | Terceiro Lugar                                              | Santa Laura                              | 22.375     | 3 (1959, 1974, 2005)         | 19            |
| Club de Deportes Copiapó                      | Copiapó       | Região de Atacama                | Sexto Lugar                                                 | Estádio Luis Valenzuela Hermosilla       | 8.000      | 0 (não possui)               | 12            |
| Club de Deportes Unión San Felipe             | San Felipe    | Região de Valparaíso             | Oitavo Lugar                                                | Estádio Municipal de San Felipe          | 18.500     | 3 (1970, 2000, 2009)         | 34            |
| Club de Deportes La Serena                    | La Serena     | Região de Coquimbo               | Décimo Terceiro Lugar                                       | Estádio La Portada                       | 18.500     | 3 (1957, 1987, 1996)         | 21            |
| Corporación Deportiva Everton de Viña del Mar | Viña del Mar  | Região de Valparaíso             | Rebaixado do Campeonato Chileno de Futebol de 2014 Clausura | Estádio Sausalito                        | 25.000     | 1 (2003)                     | 14            |
| Club Social de Deportes Rangers               | Talca         | Região de Maule                  | Rebaixado do Campeonato Chileno de Futebol de 2014 Clausura | Estádio Fiscal de Talca                  | 8.324      | 3 (1988, 1993 1997 Apertura) | 18            |
| Deportes Iberia                               | Los Ángeles   | Região de Bío-Bío                | Acesso pela Segunda División Profesional de 2013-14         | Estádio Municipal de Los Ángeles         | 5.000      | 0 (não possui)               | 39            |

## Campeão
| Campeão Chileno Segunda Divisão 2014-15                |
| ------------------------------------------------------ |
| Club Deportivo San Luis (Quillota) (4º título) Campeão |